# 孫の日
孫の日（まごのひ）は、10月第3日曜日の記念日である。1999年に記念日に制定された。日本百貨店協会が最初に提唱し、日本記念日協会の認定を受けている。1か月前の9月第3月曜日の敬老の日に孫からお祝いされた祖父母（もしくは曾祖父母）が孫（もしくはひ孫）に対して敬老の日のお返しをする日。